# Euglypta multimaculata
Euglypta multimaculata är en skalbaggsart som beskrevs av Moser 1910. Euglypta multimaculata ingår i släktet Euglypta och familjen Cetoniidae. Inga underarter finns listade i Catalogue of Life.